# ボリス・パトン
ボリス・エヴゲーノヴィチ・パトン（ウクライナ語: Борис Євгенович Патон、1918年11月27日 - 2020年8月19日）は、ウクライナの金属工学者。ウクライナ国立学士院の会長を1962年以来、長年務めた。

## 生涯
キエフで生まれた。父親は、ウクライナ・E.O.パトン電気溶接研究所(E.O. Paton Electric Welding Institute)の創業者、母は主婦であった。父親のエフゲニー・パトンも有名な電気溶接の研究者で、キエフで初めて溶接により作られた橋を監督し、彼の名前が付けられている。
1941年にキエフ工科大学を卒業すると、1958年11月18日にウクライナ社会主義共和国学士院に加わった。ウクライナ英雄の最初の受賞者である。工学の博士号を持ち、電気溶接の研究で知られる。1970年代初めから1980年代には、パトンはソビエト連邦政府に対し、チェルノブイリ原子力発電所を建設しないようにアドバイスした。
パトンは2020年8月19日に101歳で亡くなった。彼は3日後にバイコヴェ墓地に埋葬された。

## 受賞等
- ウクライナ英雄（1998年11月26日） - 科学への貢献、特にソビエト連邦の科学力を世界に知らしめた、溶接及び電気金属学の分野での顕著な業績に対して（創設後、最初の受賞）
- 自由勲章
- w:Order of Prince Yaroslav the Wise
  - 1等（2008年11月27日） - 長年の科学への貢献、ウクライナの科学的、経済的潜在力の強化への顕著な個人的貢献に対して
  - 4等（2003年11月26日） - 国内の科学の発展への顕著な個人的貢献、科学と技術の能力の強化、ウクライナ国立学士院の85周年の機会に対して
  - 5等（1997年5月13日） - ウクライナの科学の発展、national academic schoolの世界での承認に対して
- Honour of the President of Ukraine（1993年）
- 第27期ソビエト連邦共産党中央委員会委員
- 社会主義労働英雄2度（1969年、1978年） - 副賞として、1982年にA. Skoblikovにより胸像が作られ、キエフの博物館の前に設置された。
- レーニン勲章4度（1967年、1969年、1975年、1978年）
- 十月革命勲章（1984年）
- 労働赤旗勲章（1943年）
- w:Order of Friendship of Peoples（1988年）
- w:Order "For Merit to the Fatherland"
  - 1等（2008年11月26日） - 世界の科学への顕著な貢献、独立国家共同体の国家間の科学的、文化的連携の強化に対して
  - 2等（1998年11月27日） - 科学への顕著な貢献に対して
- 名誉勲章（2004年1月19日） - 科学への貢献、ロシアとウクライナの友好と協力の強化に対して
- レーニン賞（1957年）
- スターリン賞（1950年）
- State Prize of Ukraine（1970年、2004年）
- Award of the Council of Ministers of the USSR（1988年、1984年）
- Award "Triumph"（2004年）
- Honoured Worker of Science and Technology of the Ukrainian SSR（1968年）
- Honoured Inventor of the USSR（1983年）
- ロモノーソフ金メダル（1981年）
- Korolev Gold Medal（2003年）
- Czochralski Gold Medal（2006年）
- マリウポリ名誉市民（1998年） - マリウポリへの顕著な貢献に対して
- モスクワ物理工科大学名誉教授（2003年）
- グローバルエネルギー賞（2010年）
- モルドバ科学アカデミー名誉会員[3]